# Hernando de Talavera
Hernando de Talavera (Talavera de la Reina, 1428 – Granada, 14 maggio 1507) è stato un arcivescovo cattolico spagnolo, appartenente all'ordine di San Girolamo. Di origine conversa, fu confessore della regina Isabella I di Castiglia dal 1475 al 1492.

## Biografia
Intorno al 1458, Hernando si laureò in teologia all'università di Salamanca, diventando priore del monastero del Prado nei pressi di Valladolid e confessore reale della regnante regina Isabella I di Castiglia (1474–1504). Hernando de Talavera fu anche amministratore finanziario del vescovado di Salamanca (1483–1485), vescovo di Ávila (1485–1493), e arcivescovo di Granada (1492–1507), che fu fondata dopo la conquista dell'emirato moresco di Granada.
L'ascendenza di Hernando non è nota con certezza, anche se ciò non è inusuale in un periodo in cui le sanzioni sui discendenti degli ebrei erano severe, e la documentazione fraudolenta ("comprovare" nessun antenato ebraico) era comune.
Secondo le accuse rivoltegli dall'inquisizione spagnola, quando era arcivescovo di Granada, Hernando de Talavera era figlio del signore di Oropesa (Toledo), imparentato con il gran maestro dell'ordine di Santiago ed il figlio bastardo di una madre ebrea, generato da re Alfonso XI di Castiglia.
Hernando può anche essere stato il figlio di Don García, signore di Talavera de la Reina, nato intorno al 1370 e che morì nel 1429 ebreo di sangue reale. Hernando può essere invece stato il figlio di Don Fernando, nato intorno al 1390, che avrebbe avuto una relazione con una donna ebrea di Oropesa, nei pressi di Talavera de la Reina, e chi sarebbe stato promosso al I conte di Oropesa dopo il 1475 dalla regina Isabella.

## Arcivescovo di Granada
Nella Granada appena conquistata, la popolazione era di religione musulmana; il loro diritto di praticare la loro religione fu garantito dalle condizioni della resa di Granada. L'obiettivo di Hernando era di convertire questi musulmani alla cristianità pacificamente, spiegando loro, nella loro lingua poiché pochi conoscevano il castigliano, la natura della religione cristiana e la sua superiorità sull'Islam. Per facilitare ciò promosse lo studio dell'arabo, una lingua che imparò egli stesso. A lui dobbiamo la prima grammatica di arabo in spagnolo e il primo dizionario bilingue spagnolo-arabo-spagnolo, i primi libri a stampa in cui venivano usate lettere arabe; questi sono stati scritti dal confessore di Hernando, Pedro de Alcalá. Non permise all'inquisizione di operare a Granada. Era molto popolare tra i musulmani granadini, ma le conversioni al cristianesimo furono poche. Fu rimpiazzato come arcivescovo di Granada nel 1499/1500 (la data esatta e sconosciuta) dall'intollerante Francisco Jiménez de Cisneros, che aveva sostituito Hernando come confessore della regina Isabella. Per Cisneros, il programma di Hernando di istruzione cristiana per i mori era "dare perle ai maiali" e fu abbandonato. Il conflitto armato tra i mori e i conquistatori cristiani si palesò presto, dando a Cisneros l'occasione di proibire la pratica dell'Islam, in contraddizione con le condizioni della resa della città. Ciò iniziò il processo che avrebbe portato nel 1566 alla proibizione dell'abbigliamento arabo e musulmano, la rivolta di Las Alpujarras del 1568–1571, seguito dall'esilio interno e infine dall'espulsione nel 1609-1610 dei cristiani discendenti dai musulmani.

## Azioni dell'Inquisizione
Dopo la morte della sua protettrice, la regina Isabella, nel 1504, fu denunciato dall'Inquisitore Diego Rodríguez de Lucero per eresia e apostasia, più specificamente la sua opposizione all'Inquisizione stessa (che precedette la sua nomina ad arcivescovo). Amici e membri della sua famiglia furono arrestati. Fu difeso da papa Giulio II, e Cisneros liberò tutti gli arrestati nel 1507, anno in cui morì Hernando.

## Nella cultura di massa

### Televisione
- Isabel (serie televisiva) (2012), interpretato da Lluís Soler.